# Рубежівка (село)
Рубежі́вка — село в Україні, в Народицькій селищній територіальній громаді Коростенського району Житомирської області. Населення становить 59 осіб (2001).

## Історія
У 1906 році — село Базарської волості Овруцького повіту Волинської губернії. Відстань від повітового міста 62 версти, від волості 12. Дворів 71, мешканців 401.
У 1926—54 роках — адміністративний центр колишньої Рубежівської сільської ради Базарського району.
28 березня 2022 року село було окуповане російськими військами й звільнено у квітні того ж року.